# Sergius Henry Mamay
Sergius Henry (Harry) Mamay ( * 1920 - ) es un botánico, y algólogo estadounidense, y que ha trabajado en fósiles vegetales.

## Algunas publicaciones
- 1950. Some American Carboniferous Fern Fructifications. Ann. of the Missouri Bot. Garden 37 ( 3 ): 409-476

### Libros
- 1976. Paleozoic origin of the cycads. Ed. Washington : U.S. Govt. Print. Off. iii + 48 pp.

## Honores
Obtuvo en 1950 la Beca Guggenheim.

### Epónimos
- (Caricaceae) Carica mamaya Vell.[1]

- La abreviatura «Mamay» se emplea para indicar a Sergius Henry Mamay como autoridad en la descripción y clasificación científica de los vegetales.[2]